# Comunele Ucrainei
În Ucraina, comuna sau consiliul rural, oficial consiliul sătesc (în ucraineană сільська́ ра́́да / silska rada, adesea prescurtat сільра́́да / silrada), este una dintre cele mai inferioare forme de divizare administrativ-teritorială, asociată cu locuri populate din mediul rural. Aceste locuri populate se pot referi la oricare sate (în ucraineană село / selo) sau așezări [rurale] (în ucraineană селище / selîșce).
Comunele sunt unități teritoriale componente ale raioanelor sau ale orașelor cu subordonare republicană (în Crimeea) sau regională (în restul Ucrainei). Dacă un oraș este împărțit în sectoare considerate ca aflându-se la același nivel cu raioanele, comuna poate face parte din acel sector al orașului în care este amplasat geografic. Comuna poate cuprinde fie o singură localitate (de obicei un sat), fie mai multe.
Statutul comunei a fost definit de Rada Supremă prin legea „Cu privire la autonomia locală a Ucrainei” din 1997.
În noiembrie 2015, în Ucraina erau delimitate 10.278 de comune.
Tot în 2015, cu scopul descentralizării, în țară a fost adoptată legea privind reforma administrativ-teritorială⁠(d), care prevede înlocuirea conceptului de comună (consiliu rural/sătesc) cu o nouă formă de organizare administrativ-teritorială: „comunitate teritorială unită” (în ucraineană об'єднана територіальна громада / ob'ednana terîtorialna hromada). Reforma este în desfășurare. Către 10 octombrie 2019, în Ucraina erau create 975 de comunități teritoriale unite, în care locuiesc peste 10 milioane de oameni.